# Thomas Rogne
Thomas Pauck Rogne (* 29. Juni 1990 in Bærum) ist ein norwegischer Fußballspieler. Seit 2022 steht er in Schweden beim Helsingborgs IF unter Vertrag.

## Vereinskarriere
Der in Bærum geborene Rogne wuchs im kleinen Wintersportort Lommedalen auf, in deren Fußballmannschaft Lommedalen IL er seine Karriere begann. Über Bærum SK wechselte er daraufhin als Talent zum Großklub der Region, Stabæk Fotball, für die er in der Spielzeit 2007 sein Profidebüt gab.
Insgesamt absolvierte er daraufhin in der Schlussphase der Saison drei Ligaspiele als Einwechselspieler, in denen er für sein junges Alter einen äußerst abgeklärten Eindruck hinterließ. Am Ende der Spielzeit feierte er mit der Mannschaft den Vizemeistertitel in der Tippeligaen. Auch auf Grund seiner Herkunft als einer der wenigen „einheimischen“ Spieler im Kader von Stabæk wurde ihm daraufhin viel Augenmerk in der heimischen Presse geschenkt.
Zur Spielzeit 2008 rechnete man mit einem Durchbruch des Spielers, der jedoch aufgrund eines Kreuzbandrisses ausblieb. Stabæk feierte den ersten Meistertitel in der Historie des Vereins und zog ins Pokalfinale ein, in dem man jedoch gegen Vålerenga Oslo den Kürzeren zog. Rogne war die gesamte Saison über rekonvaleszent und kam zu keinem einzigen Ligaeinsatz.
Zur Spielzeit 2009 schaffte er im Play-off der Europa-League-Qualifikation gegen den FC Valencia ein viel beachtetes Comeback in der Profimannschaft. Zwar hatte Stabæk gegen die Spanier in beiden Spielen keine Chance und verlor mit einem Gesamtergebnis von 1:7. Rogne aber spielte in beiden Partien gegen den spanischen Europameister David Villa überragend und hatte ihn größtenteils unter Kontrolle.
Daraufhin hatte er zu Beginn der Spielzeit wieder mit mehreren kleineren Blessuren zu kämpfen, wodurch er sich erst in der Rückrunde einen Stammplatz erkämpfen konnte. In dieser wusste er jedoch abermals zu überzeugen und war ein wichtiger Bestandteil in der Defensive der Mannschaft. Mit dem dritten Tabellenrang verpasste Stabæk zwar Titelverteidigung, schaffte jedoch abermals den Qualifikationsplatz für die Europa League. Aufgrund seiner starken Leistungen in der Schlussphase der Saison, wurde Rogne ein großer Anteil am Tabellenrang bescheinigt.
Bereits während der Saison lehnte Rogne eine Vertragsverlängerung mit Stabæk ab, woraufhin er als ablösefreier Spieler das Interesse mehrerer Vereine weckte. Vor allem ein Wechsel zu Brann Bergen wurde in der norwegischen Presse als wahrscheinlich angesehen. Nach einem Probetraining unterschrieb er jedoch am 20. Januar 2010 einen Vertrag über 3,5 Jahre bei der schottischen Traditionsmannschaft Celtic Glasgow. Nachdem der Vertrag in Glasgow nach drei Spielzeiten, in der er zweimal Meister und einmal Pokalsieger war, nicht verlängert wurde, wechselte er ablösefrei zu Wigan Athletic. Im März 2015 wechselte er zu IFK Göteborg. In Schweden verbrachte er beinahe drei Jahre, bevor er sich im Januar 2018 Lech Posen aus Polen anschloss. Im Januar 2022 nahm Apollon Smyrnis den Norweger unter Vertrag. Seit der Saison 2022/23 läuft er für den Helsingborgs IF auf.

## Nationalmannschaft
Nach Einsätzen in der norwegischen U-19-Nationalmannschaft und der U-21-Auswahlmannschaft wurde er am 14. März 2011 vom Trainer der norwegischen Nationalmannschaft, Egil Olsen, in den Kader für das Europameisterschaftqualifikationsspiel gegen Dänemark am 26. März 2011 berufen.

## Persönliches
Am 26. Mai 2019 heiratete Rogne die norwegische Ballon-d’Or-Preisträgerin Ada Hegerberg in Oslo.

## Erfolge
Stabæk Fotball
- Norwegischer Meister: 2008

Celtic Glasgow
- Schottischer Meister: 2012, 2013
- Schottischer Pokalsieger: 2011, 2013

IFK Göteborg
- Schwedischer Pokalsieger: 2015

Lech Posen
- Polnischer Meister: 2022